# 8327 Weihenmayer
8327 Weihenmayer è un asteroide della fascia principale. Scoperto nel 1981, presenta un'orbita caratterizzata da un semiasse maggiore pari a 2,6755655 UA e da un'eccentricità di 0,1432103, inclinata di 1,41503° rispetto all'eclittica.